# Dicrotendipes truncatus
Dicrotendipes truncatus är en tvåvingeart som först beskrevs av Jean-Jacques Kieffer 1922.  Dicrotendipes truncatus ingår i släktet Dicrotendipes och familjen fjädermyggor.
Artens utbredningsområde är Tyskland. Inga underarter finns listade i Catalogue of Life.